# Home Ain't Where His Heart Is (Anymore)
Singles de Shania Twain
No One Needs to Know
(1996) God Bless the Child
(1996)
Pistes de The Woman in Me
Leaving Is the Only Way Out God Bless the Child
 Home Ain't Where His Heart Is (Anymore) est le septième single extrait de l'album The Woman in Me de la chanteuse canadienne Shania Twain. La chanson a été écrite par Shania Twain et Robert Mutt Lange. 